# František Palata
František Palata (26. prosince 1870, Velkolánské, Dašice – 2. dubna 1946, Třebíč) byl český pedagog a latiník.

## Biografie
František Palata se narodil v roce 1870 v Dašicích u Pardubic, vystudoval gymnázium a následně v Praze vystudoval klasickou filologii a věnoval se starým jazykům, po ukončení studia se věnoval práci pomocného a později i řádného pedagoga na gymnáziích. Zpočátku od roku 1895 působil jako suplující profesor na gymnáziích v Přerově, Litomyšli, v Žitné ulici v Praze, Zábřehu, Jičíně a v Křemencově ulici v Praze. V roce 1901 nastoupil na místo řádného profesora na gymnáziu v Prostějově, tam působil do roku 1916, kdy nastoupil na místo profesora na gymnáziu v Třebíči. Tam působil až do roku 1931, kdy na vlastní žádost odešel do výslužby, kde se posléze věnoval již pouze latině a psaní latinských veršů.
Věnoval se primárně latině, napsal několik příspěvků do Českého musea filologického, překládal metrické latinské básně, kritiky novolatinské poezie publikoval v časopisech Vox urbis nebo Scriptor Latinus. Pomáhal také Františkovi Novotnému s prací na Latinskočeském slovníku. Vydal také několik vlastních sbírek v latině, jako např. Nugae metricae (1911, Prostějov), Horae subsecivae (1926, Třebíč) a Lyra Romana (1928, Praha). Věnoval se také překladům české poezie do latiny, překládal např. Erbena, Jablonského, Čelakovského, Nerudu, Sládka, Vrchlického, Machara, Heineho nebo Schillera. Patřil do nové vlny překladatelů do latiny, která působila na konci 19. století. Ve svém díle navazoval na práci Václava Aloise Svobody.
V roce 1917 uvedl v latinském časopise Sciptor Latinus, že se trápí v povolání pedagoga a že se těší na důchod, kde se bude věnovat pouze psaní latinských veršů. Jeho dílo bylo opakovaně přijato dalšími latiníky.
V městské části Týn v Třebíči je po něm pojmenována ulice Palatova.